# 列夫·莱温
列夫·格里戈里耶维奇·莱温（羅馬化：Lev Grigorʼyevich Levin；1870年—1938年3月15日），真名乌舍尔-莱布·格尔舍维奇·莱温（俄语：Ушер-Лейб Гершевич Левин），苏联医生、药剂学家、教授、克里姆林宫医生。
列夫·莱温出生在敖德萨（今烏克蘭），他也是画家列昂尼德·帕斯捷尔纳克的发小。他先后毕业于敖德萨大学的医学与数学系和莫斯科大学药剂学系。1896年至1897年前往柏林训练。回到俄罗斯后，于1907年至1919年在莫斯科的许多医院担任工厂医生，后来成为红军军医。
1920年起开始，成为克里姆林宫医院治疗中心的头领、以及内务人民委员部的医生。他也是马克西姆·高尔基、弗拉基米尔·列宁、费利克斯·捷尔任斯基、维亚切斯拉夫·莫洛托夫、亨里希·雅戈达、维亚切斯拉夫·缅任斯基以及其他党和政府高层领导人的私人医生。
1937年12月2日，列夫·莱温被捕，后来成为第三次莫斯科审判的被告人之一。1938年3月15日被枪决。